# Dendropsophus sarayacuensis
Espèce
Synonymes
- Hyla leucophyllata sarayacuensis Shreve, 1935
- Hyla sarayacuensis Shreve, 1935

Statut de conservation UICN

 LC  : Préoccupation mineure
Dendropsophus sarayacuensis est une espèce d'amphibiens de la famille des Hylidae.

## Répartition
Cette espèce se rencontre :
- en Équateur ;
- au Pérou ;
- en Bolivie ;
- au Brésil ;
- au Venezuela sur le pico da Neblina.

Sa présence est incertaine en Colombie.

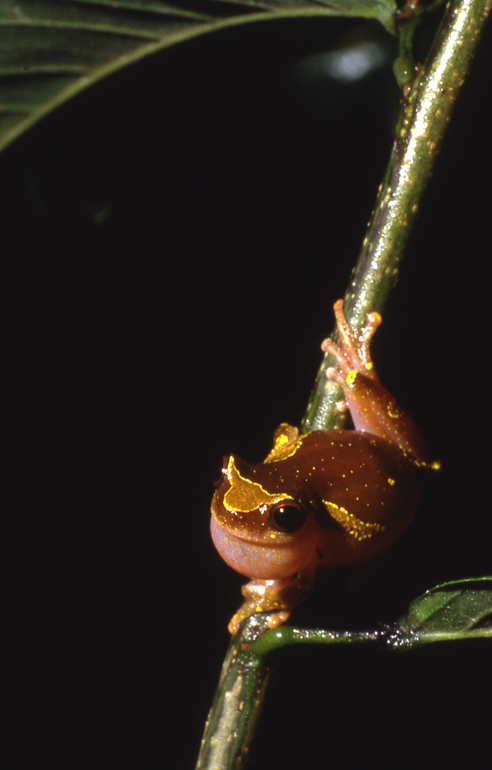
Dendropsophus sarayacuensis

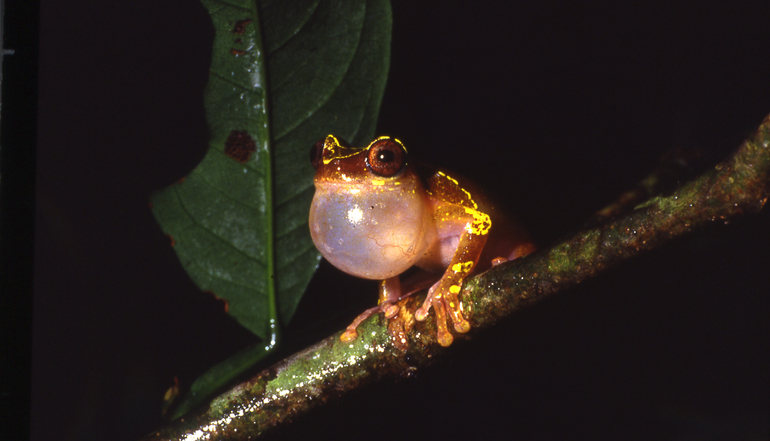
Dendropsophus sarayacuensis

## Étymologie
Son nom d'espèce, composé de sarayacu et du suffixe latin -ensis, « qui vit dans, qui habite », lui a été donné en référence au lieu de sa découverte, Sarayacu dans la province de Pastaza.

## Publication originale
- Shreve, 1935 : On a new teiid and Amphibia from Panama, Ecuador and Paraguay. Occasional Papers of the Boston Society of Natural History, vol. 8, p. 209-218 (texte intégral).